# Forca (isola)
Forca o Marincovaz (in croato: Marinkovac) è uno degli isolotti delle isole Spalmadori, un piccolo arcipelago della Croazia situato a sud-ovest dell'isola di Lesina, nel mare Adriatico. Amministrativamente appartiene al comune di Lesina, nella regione spalatino-dalmata.

## Geografia
Forca, uno degli isolotti più orientali del gruppo delle Spalmadori, si trova di fronte al porto di Lesina; ha una forma molto irregolare e un'ampia baia che si apre a sud-est: valle Santo Stefano (Stipanska uvala); la sua punta meridionale si chiama punta Rasagna (Rasnik). Ha una superficie di 0,681 km², uno sviluppo costiero di 6,34 km e un'altezza massima di 47,2 m. Sull'isola si trova il piccolo villaggio di Zdrilca che non è abitato permanentemente. È possibile l'approdo nel canale Ždrilica, sul lato nord-ovest, che separa Forca dagli isolotti Borovaz e Planicovaz.
Isolotti adiacenti:
- Borovaz[4][5] o Borovaz di Scirocco[7] (Borovac), isolotto a nord-ovest a circa 250 m[2]; ha una superficie di 0,168 km²[1], lo sviluppo costiero è di 1,88 km[1], l'altezza è di 42 m[2] 43°09′40″N 16°24′37″E.
- Planicovaz[4][5][7] o Collinoso[3] (Planikovac), si trova a est di Borovaz, e a 180 m da Forca; ha una superficie di 0,101 km²[1], lo sviluppo costiero è di 1,26 km[1], l'altezza è di 26 m 43°09′41″N 16°24′57″E.
- Mlin, scoglio rotondo tra Borovaz e Forca, alla distanza di soli 40 m da quest'ultima; ha una superficie di 0,011 km²[6] e la costa lunga 424 m[6] 43°09′23″N 16°24′41″E.
- San Girolamo[3][4] o Jeronimo[5] (Jerolim), isolotto a est di Forca e a sud del porto di Lesina, ha una baia sud-est (uvala Kordovan) e sul lato orientale c'è un segnale luminoso. La sua superficie è di 0,207 km²[1], lo sviluppo costiero è di 2,37 km[1], l'altezza è di 22,4 m[2] 43°09′38″N 16°26′01″E
- Gozze[4] o Goce[4] (Gališnik o Galešnik), piccolo isolotto rotondeggiante, a nord di San Girolamo, all'ingresso del porto di Lesina, a ovest di punta Croce[8] (Križni Rat); ha una superficie di 0,015 km²[1], lo sviluppo costiero è di 0,45 km[1], l'altezza è di 18,3 m[2]. 43°09′57″N 16°26′17″E

### Cartografia
- (HR) Mappa topografica della Croazia 1:25000, su preglednik.arkod.hr. URL consultato il 26 gennaio 2017.